# 郭世桢
郭世桢（1914年—1982年），别名史静。浙江玉环人。中国近代政治人物、画家。

## 生平
1932年，考入国立杭州艺术专科学校雕塑系。1938年春，到龙泉县民众教育馆做美术工作，同年秋，加入中国共产党。1939年，任龙泉县民众教育馆馆长兼军警联合稽查处调查股长，之后脱离共产党。1943至1946年，担任中华民国玉环县坎门镇镇长，曾掩护中共地下党进行活动。1947年，中共党员吴爵渊、李由胜被逮捕，中共地下党通过他与林式民等人多方奔走，使得被捕人员获得释放。中华人民共和国成立后，他为温州中山公园、玉环烈士陵园雕塑作品。文化大革命期间受到迫害，1982年因病去世，1983年平反。